# Воля-Бжезньовська
Воля-Бжезньовська (пол. Wola Brzeźniowska) — село в Польщі, у гміні Бжезньо Серадзького повіту Лодзинського воєводства.
Населення — 103 особи (2011).
У 1975-1998 роках село належало до Серадзького воєводства.

## Демографія
Демографічна структура станом на 31 березня 2011 року:
|          | Загалом | Допрацездатний вік | Працездатний вік | Постпрацездатний вік |
| -------- | ------- | ------------------ | ---------------- | -------------------- |
| Чоловіки | 55      | 12                 | 36               | 7                    |
| Жінки    | 48      | 9                  | 27               | 12                   |
| Разом    | 103     | 21                 | 63               | 19                   |